# Wapen van Landgraaf

Wapen van Landgraaf

Het wapen van Landgraaf bestaat uit een combinatie van gemeentewapens van de drie voormalige gemeenten waarmee de gemeente Landgraaf na een gemeentelijke herindeling is gevormd. De beschrijving luidt:
"Gaffelsgewijs gedeeld : boven in zilver 3 koeken van keel, boven vergezeld van een barensteel van azuur; rechts in azuur een leliestaf van goud; links in zilver een gekroonde dubbelstaartige leeuw van keel, komende uit een eikenhaag van sinopel, geplaatst als een verlaagde dwarsbalk. Het schild gedekt met een gouden kroon van 3 bladeren en 2 parels."

## Geschiedenis
De gemeente Landgraaf ontstond in 1982 door samenvoeging van de voormalige gemeenten Nieuwenhagen, Schaesberg en Ubach over Worms. Daarom moest een nieuw wapen worden ontworpen, door Gerlof Bontekoe. Het wapen werd samengesteld met elementen afkomstig uit de wapens van deze voormalige gemeenten. Boven staat het familiewapen van het geslacht Van Schaesberg, een van de kwartieren van het wapen van Schaesberg. In het rechterdeel de gouden scepter, een van de kwartieren van het wapen van Ubach over Worms. Deze scepter kwam voor op het oude zegel van de abdij van Thorn, Ubach over Worms was onderdeel van deze heerlijkheid. In het linkerdeel staat het volle wapen van Nieuwenhagen geplaatst, de rode leeuw is een herinnering aan het Land van Valkenburg en de schepenbank van Heerlen. Om verwarring met de Limburgse leeuw te voorkomen kreeg de leeuw geen gouden kroon en nagels.

## Verwante wapens

Wapen van Schaesberg
Wapen van Ubach over Worms
Wapen van Nieuwenhagen